# Kawaii

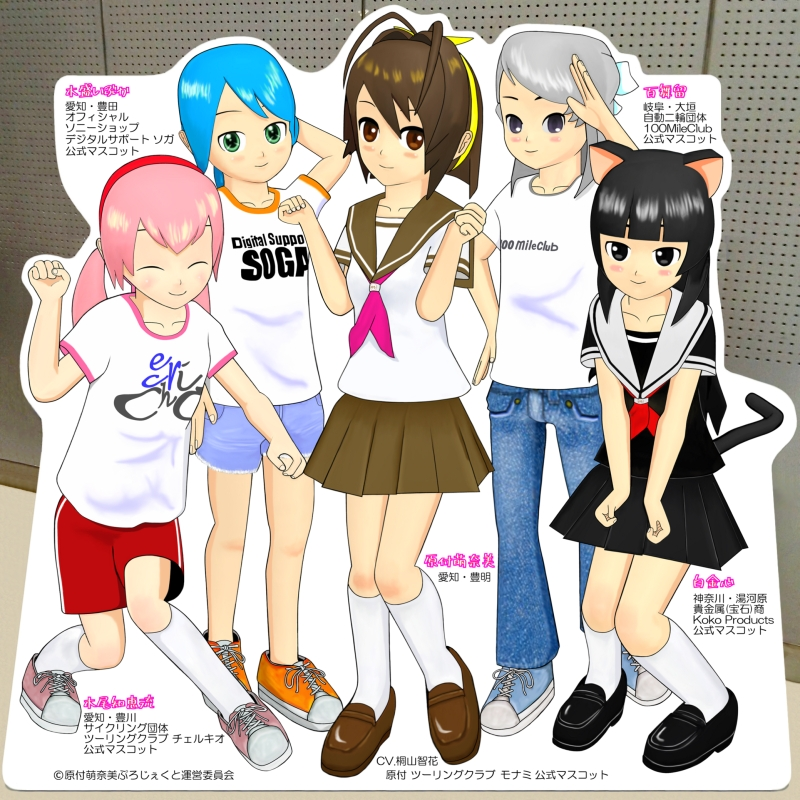
Moe ist ein typisches Beispiel für Kawaii in Japan.

Kawaii (japanisch 可愛い oder かわいい) ist ursprünglich der japanische Ausdruck für „liebenswert“, „süß“, „niedlich“, „kindlich“ oder „attraktiv“. Mittlerweile steht er für ein ästhetisches Konzept, das Unschuld und Kindlichkeit betont und sich auf alle Bereiche der japanischen Gesellschaft ausgedehnt hat. In westlichen Sprachen hat sich Kawaii als Bezeichnung einer japanisch beeinflussten Niedlichkeitsästhetik etabliert.
Seit den 1970ern hat sich Niedlichkeit, insbesondere als Designelement, in vielen Bereichen des japanischen Lebens und der Kultur als deutlicher Aspekt immer stärker durchgesetzt. Ursprünglich war dies vor allem bei jungen Mädchen populär: Diese benutzten Kawaii-Handschrift, freundeten sich mit Kawaii-Charakteren in einem Kawaii-Raum an, um am Ende selbst möglichst kawaii zu werden. Von dort aus breitete sich der Trend über die gesamte Gesellschaft aus. Bis Ende der 1980er hatte er sich als Diskurs auch in Südostasien etabliert, seit der Jahrtausendwende auch in westlichen Ländern.
Gerade für westliche Beobachter ist dies ungewohnt, da Japaner Niedlichkeit in vielen Situationen einsetzen, in der es in westlichen Kulturen als unpassend kindisch oder unseriös angesehen würde, wie zum Beispiel in staatlichen Veröffentlichungen, behördlichen Warnungen, Büroumgebungen, Werbung für das Militär oder für kommerzielle Fluglinien. Der Zwang, kindliches Verhalten abzulegen, ist in Japan weniger stark ausgeprägt als im Westen. Gerade die Betonung extrem stilisierter Maskottchen wie Pikachu oder Hello Kitty bildet eine Projektionsfläche, die selber kaum Rückmeldung gibt. Anders als beispielsweise Disney-Figuren haben die japanischen Kawaii-Figuren kaum Mimik oder Gesichtsausdrücke. Im Fall von Hello Kitty geht dies so weit, dass die Figur keinen Mund hat.

## Vorkommen

Pikachu auf einem ANA-Flugzeug

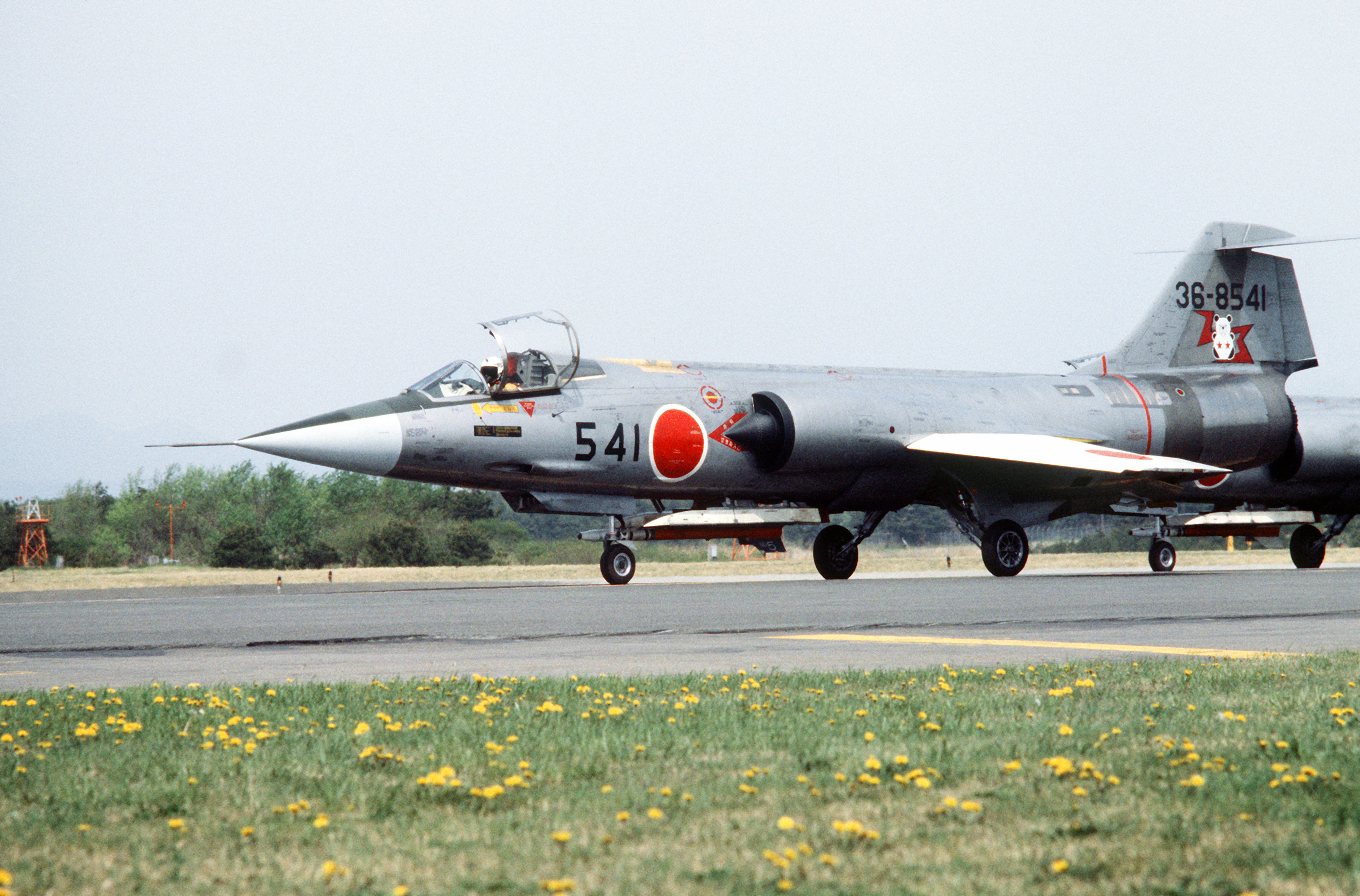
Kawaii am Heck eines japanischen F-104-Kampfflugzeugs

Elemente von „kawaii“ kann man fast überall in Japan finden, von großen Geschäften bis zu kleinen Tante-Emma-Läden, von der Regierung bis zur Bezirksverwaltung. Erwachsene lesen niedliche Comics auch im öffentlichen Nahverkehr, ohne dafür verwunderte Blicke zu ernten, ebenso wie Banken ihren Kunden Plüschpandas schenken können, ohne als unseriös zu gelten. Die Liberaldemokratische Partei verschenkte im Wahlkampf erfolgreich Puppen an ihre erwachsenen Wähler. Erfolgreiche Sängerinnen geben sich weit weniger sexy und erotisch als in westlichen Ländern und setzen stattdessen auf eine niedliche, kindliche Persona.
Viele Unternehmen benutzen niedliche Maskottchen, um ihre Waren und Dienstleistungen zu präsentieren. Zum Beispiel
- wurden die Seiten von drei All-Nippon-Airways-Passagierflugzeugen mit Pikachu, einer Figur von Pokémon, verziert
- werden Züge mit Aufdrucken im Stil von Manga und Anime verziert[7]
- verwendet die Asahi Bank auf einigen ihrer Bankkarten Miffy, eine Figur einer niederländischen Kinderbuchreihe
- kann Monchhichi, eine niedliche Affenfigur, auf der Verpackung einer Kondommarke gefunden werden
- haben alle 47 japanischen Präfekturen eine niedliche Figur als Maskottchen
- ist Yu-Pack, das Maskottchen der Japanischen Post, ein stilisierter Briefkasten

Niedliche Artikel sind populär in Japan. Die zwei größten Hersteller solcher Waren sind Sanrio (Hersteller von Hello Kitty) und San-X. Artikel dieser Art sind unter japanischen Kindern und Erwachsenen gleichermaßen beliebt.
Selbst die japanische Autoindustrie folgt seit den 1990er Jahren dem Kawaii-Trend und bietet für verschiedene Kleinwagen als paikuka bezeichnete Retropakete an, die durch Rundscheinwerfer und große Kühlergrills an ein Gesicht erinnern (zum Beispiel der Daihatsu Mira Gino oder der Subaru Vivio Bistro).
Kawaii kann auch benutzt werden, um den Modegeschmack zu beschreiben. Das bezieht üblicherweise zu kleine Kleidergrößen mit ein oder Kleidung, die die Niedlichkeit der sie tragenden Person unterstreicht oder wie für Kinder hergestellt aussieht. Rüschen und Pastellfarben werden auch sehr oft benutzt, außerdem Spielzeug als Accessoire oder Taschen mit Cartoonfiguren.

## Einfluss auf andere Kulturen
Kawaii-Artikel und andere Kawaii-Produkte sind auch in anderen Teilen Ostasiens beliebt, so zum Beispiel in der VR China, in Taiwan und Korea. Der Ausdruck kawaii ist gut bekannt und wird oft auch von nicht Japanisch sprechenden Fans der japanischen Popkultur (zum Beispiel Manga, Anime oder J-Pop) verwendet. Er ist Anfang der 2000er Jahre auch in der westlichen Popkultur aufgetaucht, so zum Beispiel in Gwen Stefanis Harajuku-Girls-Musikvideo. Ebenfalls im Westen populär ist die Musikstilrichtung Kawaii Metal. Im Westen ist auch eine Stilrichtung yami-Kawaii sehr populär. 